# Reinoud van Valkenburg
Reinoud (ook Reinald) van Valkenburg (Valkenburg?, 1283? - Monschau, 15 juli 1333) was een middeleeuwse ridder uit het adellijke Huis Valkenburg-Heinsberg. Hij was onder andere heer van Valkenburg en Monschau-Bütgenbach en schout van Aken. Zijn regeerperiode kenmerkte zich door een lange reeks gewapende conflicten en de geleidelijke machtsovername door Brabant in het land van Valkenburg.

## Biografische schets

### Geboorte en erfdeel
Reinoud werd geboren als tweede zoon van Walram (de rosse) van Valkenburg en Filippa van Gelre. Waarschijnlijk werd hij vernoemd naar de broer van zijn moeder, Reinoud I van Gelre.
Na de dood van Walram de Rosse in 1302 werden diens bezittingen verdeeld onder zijn vier kinderen. De oudste zoon, Dirk III, ontving het land van Valkenburg, terwijl Reinoud het kleinere Monschau (Montjoie) ontving. Dirk overleed echter drie jaar na zijn vader op 16 juli 1305, ongehuwd en zonder nageslacht, zodat Reinoud ook heer van Valkenburg werd.
Van Reinoud is een ererede opgenomen in de indrukwekkende reeks van het wapenboek Gelre. Ereredes zijn korte gedichten waarin de heraut een overzicht geeft van de eervolle wapenfeiten van tijdens het leven van een ridder met afbeelding van zijn wapen. Enkele anderen in deze reeks zijn Willem III van Holland en Willem II van Gulik.

### Huwelijk en nakomelingen
Reinoud huwde in 1303 Maria van Boutershem (ca. 1287 - na 1325), dochter van Hendrik V van Boutershem en Maria de Hemricourt. Reinoud en Maria hadden naar verluidt negen kinderen:
1. Walram II van Valkenburg (ca. 1307 - 1329), ongehuwd
2. Dirk IV van Valkenburg (ca. 1310 - 1346), heer van Valkenburg en Monschau, gehuwd met Machteld van Voorne (1300? - 1372)
3. Jan van Valkenburg (ca. 1313 - 1352), heer van Valkenburg en Monschau, gehuwd met Johanna van Voorne (1325 - 1349), vrouwe van Bergen op Zoom, daarna met Marina van Herpen
4. Fillippa (ca. 1315 - ?), gehuwd in 1352 met Henri de Flandre
5. Beatrix van Valkenburg (ca. 1316 - 1354), gehuwd met Dirk III van Brederode (ca. 1315 - 1377)
6. Maria (ca. 1317 - ?), gehuwd in 1326 met Everhard van Tomberg
7. Margaretha (ca. 1318 - voor 1364), gehuwd in 1334 met Hartrad von Schönecken, in 1346 met Burchard von Vinstingen
8. Elisabeth (ca. 1320)
9. Reinier (ca. 1322 - 1342), ongehuwd, genoemd als commandeur van de Commanderij van Sint-Pieters-Voeren

### Conflicten met Aken en Keulen
Zodra Reinoud heer van Valkenburg was, volgde hij in de voetstappen van zijn vader en broer en verwierf in 1305 het burgerschap van de stad Keulen en het gedeelde schoutambt (Schultheiss) en de ondervoogdij van de stad Aken (tegen betaling van 400 zilvermark in 1306). Reinoud deelde in Aken het lucratieve schoutenambt met Gerard VII van Gulik. Samen stelden ze een plaatsvervanger (villicus) aan, die het dagelijks bestuur uitoefende en die tot taak had belastingen te innen. Dit leidde in 1310 tot een conflict met de Akense burgers. De Akenaren plunderden daarop de abdij van Kornelimünster, omdat ze de abt, Arnold I van Molenark, ervan verdachten partij te hebben gekozen voor de heren van Valkenburg en Gulik. De abt wendde zich vervolgens tot koning Hendrik VII, die een onderzoek liet instellen door de aartsbisschop van Keulen en de hertog van Brabant, die vervolgens de burgers van Aken in het ongelijk stelden. De villicus bleef gehandhaafd en Reinoud ontving een jaarlijks bedrag van 300 Mark, dat met een eenmalige som van 3000 Mark afgekocht kon worden. Op 14 november 1310 werd een vredesverdrag tussen Reinoud en de stad Aken getekend. In hetzelfde jaar bevestigde Reinoud de vrijheden van de stad Sittard.
In 1311 leidde een meningsverschil met aartsbisschop Hendrik II van Virneburg van Keulen tot een gewapend conflict nabij Euskirchen, waarbij de Valkenburgers een nederlaag leden. Op 23 februari 1313 sloot Reinoud een 12-jarig verbond met de aartsbisschop van Keulen. In december 1313 steunde Reinoud prins-bisschop Adolf van der Mark
in diens strijd tegen opstandige Luikse families (Awans- en Warouxoorlog).
Op 25 november 1314 werd koning Lodewijk de Beier in Aken gekroond, tegen de zin van Reinoud en met steun van Gerard van Gulik. De laatste kreeg als dank daarvoor in maart 1315 het schoutambt in Aken aangeboden, een functie die hij eerder met Reinoud had gedeeld. Reinoud trok daarop plunderend het Gulikse land binnen, werd gevangengezet in de burcht Nideggen en kon pas na betaling van een hoog losgeld huiswaarts keren. Het verlies van het schoutambt in Aken betekende een forse financiële aderlating, met als gevolg hogere belastingen en tolgelden in het land van Valkenburg.

### Oorlog tegen Maastricht en Brabant
Rond dezelfde tijd wist Reinoud ook de Maastrichtenaren tegen zich in het harnas te jagen, met name door exorbitant hoge tolheffingen, waardoor de Maastrichtse handel geschaad werd. Vooral op de Maas hadden schippers veel last van het Valkenburgse kasteel Borgharen. De Maastrichtenaren deden hun beklag bij de prins-bisschop van Luik en de hertog van Brabant, hun twee heren. In juni 1318 viel de 18-jarig Jan III van Brabant, gesteund door prins-bisschop Adolf van der Mark, met een groot leger het land van Valkenburg binnen. Adolf van der Mark wist met een list kasteel Borgharen te veroveren, terwijl Jan III in korte tijd zowel Heerlen als Sittard, beide Valkenburgse bezittingen, overmeesterde (zie Beleg van Sittard, 1318). Reinoud werd gedwongen een wapenstilstand te sluiten, wat hem echter zowel Sittard als Heerlen kostte.

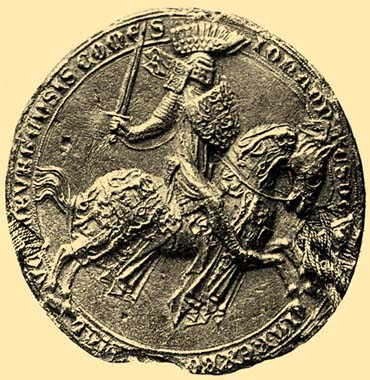
Zegel van Jan de Blinde

Na enkele jaren van relatieve rust, laaide de strijd in 1322 opnieuw op, waarna Reinoud zich van juni 1323 tot november 1325 onder druk van Brabant vrijwillig in ballingschap begaf in Leuven. Zijn vrijlating kwam pas tot stand na bemiddeling door graaf Jan de Blinde van Luxemburg, graaf Willem III van Holland en Henegouwen en prins-bisschop Adolf van der Mark, en na ondertekening van een pakket strikte voorwaarden. Reinoud lapte de voorwaarden echter aan zijn laars en twee jaar later werd de strijd weer voortgezet. Deze keer kon Reinoud rekenen op militaire steun van Jan de Blinde van Luxemburg, die tevens koning van Bohemen was. Met zijn hulp boekte Reinoud in juni 1327 enkele belangrijke overwinningen, maar op 4 juli 1327 kwam het bij het gehucht IJzeren tot een beslissend treffen. Bij deze veldslag behaalden de Maastrichtenaren, gesteund door Brabantse troepen, een grote overwinning. De Slag bij IJzeren zou nog eeuwenlang op de 4e juli herdacht worden in de Maastrichtse Sint-Servaaskerk als het feest van de Triumphus Traiectensis ("Overwinning van Maastricht").
Dat de Valkenburgers nog geenszins verslagen waren, moge blijken uit het feit dat de hertog van Brabant in augustus 1327 het beleg sloeg voor het kasteel van Valkenburg, waarbij de stad zelf door afdamming van de Geul onder water gezet werd. Pas na negen weken werd het beleg beëindigd en begonnen de vredesonderhandelingen.

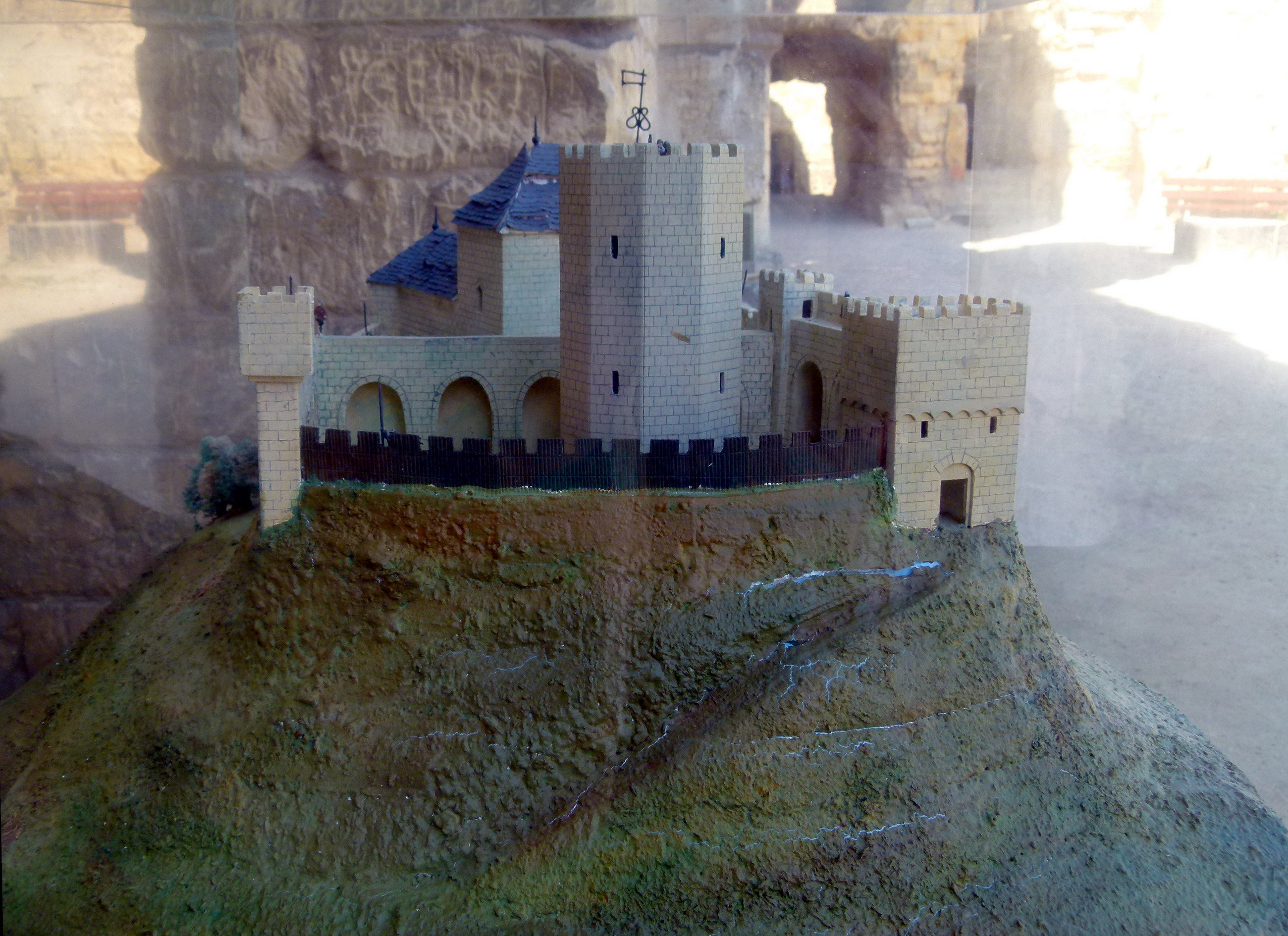
Maquette van de burcht van Valkenburg tot de verwoesting in 1329

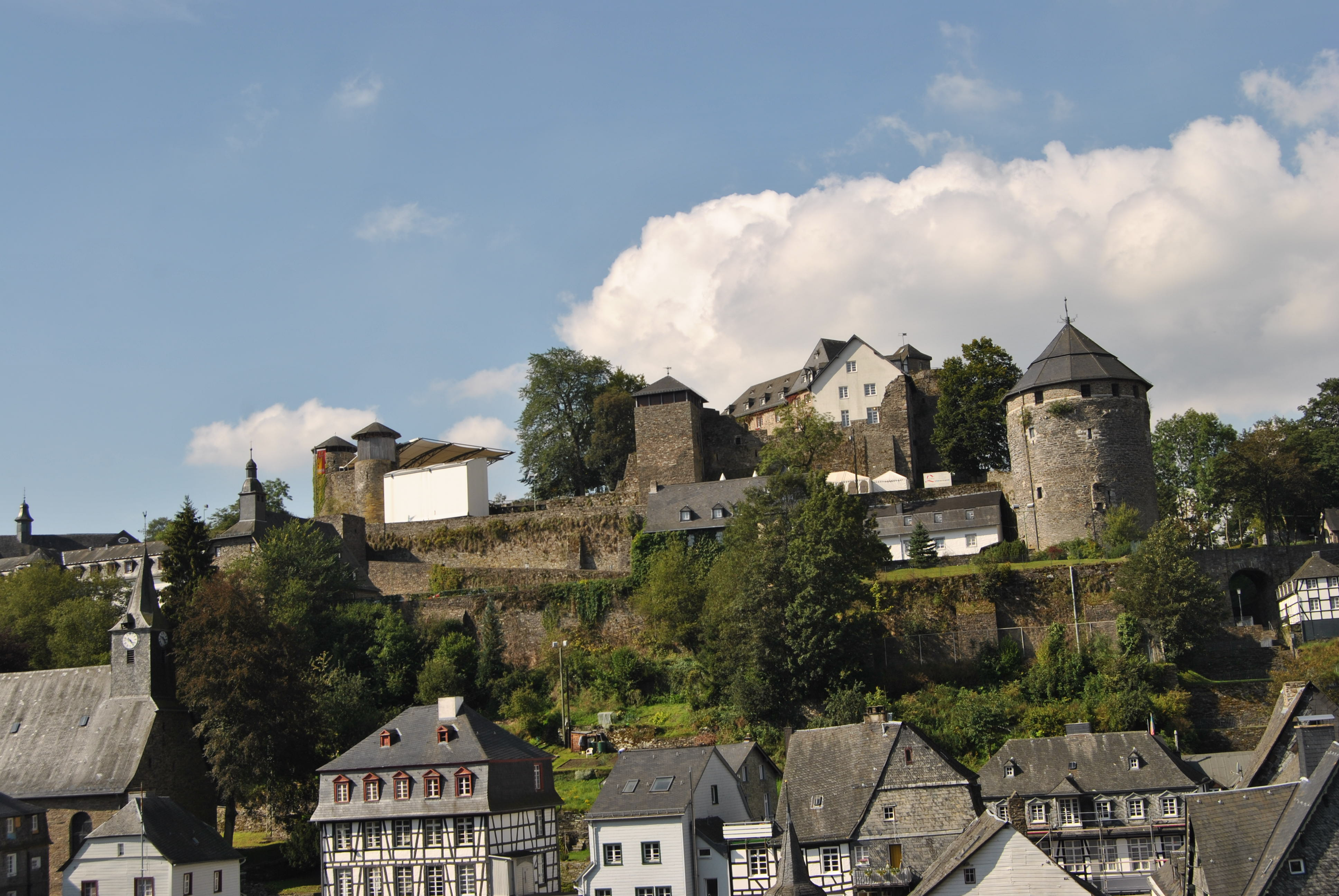
De burcht van Monschau, waar Reinoud in 1333 overleed

### Laatste jaren
Reinoud kwam steeds meer alleen te staan. Op 22 april 1328 viel zijn eigen broer, Jan van Valkenburg, heer van Born en Susteren, de Valkenburgse burcht aan en sloopte enkele muren en torens. Het gevolg was: meer strooptochten van de Valkenburgers in naburige landen. Op een toernooi in Keulen werd Reinoud bijna gedood door een broer van de hertog van Brabant, geholpen door enkele van zijn eigen medewerkers. Reinoud nam wraak door onder anderen de heer van Pietersheim te laten ophangen. Daarop belegerde Jan III van Brabant in maart 1329 opnieuw de burcht van Valkenburg. Omdat Reinoud zich op dat moment in Monschau bevond, had hij de verdediging van Valkenburg aan zijn oudste zoon Walram toevertrouwd. Elf weken wisten de Valkenburgers tegen de Brabanders stand te houden. Nadat Walram gesneuveld was, volgde op 11 mei 1329 de overgave, waarna de vestingwerken van Valkenburg en het kasteel geheel werden ontmanteld. Uit een akte van 14 april 1330 blijkt dat Reinoud niet langer in bezit is van Valkenburg en dat op dat moment Arnold van Hulsberg voogd is.
In 1331 verbleef Reinoud met Jan de Blinde van Luxemburg in Italië. Een jaar later probeerde hij met steun van diezelfde Jan de Blinde en onder anderen Filips VI van Frankrijk en keizer Lodewijk de Beier zijn Valkenburgse bezittingen terug te krijgen, echter zonder resultaat.
Volgens de overlevering is Reinoud gesneuveld bij de verdediging van zijn burcht Monschau tegen de Brabanders in 1333. Hij zou door een pijl zijn getroffen op het moment dat hij zijn helm afzette.

## Nalatenschap
Het memorieboek van het klooster Wenau (Kreis Düren) vermeld als zijn sterfdatum 15 juli, waarschijnlijk 15 juli 1333. De 14e-eeuwse Luikse kroniekschrijver Jacques de Hemricourt beschreef Reinoud als de dapperste ridder van zijn tijd.
De Duitse historicus Severin Corsten schreef in 1953 over Reinoud van Valkenburg: "In Reinald verpersoonlijkt zich de ellende van de kleine vorst zoals we die tegenkomen in de late middeleeuwen: doorlopend in geldnood, door de grote vorsten weggedrukt, door de opkomende burgerlieden bestreden".
De Reinaldstraat in het centrum van Valkenburg is naar Reinoud (Reinald) van Valkenburg genoemd.